# Engeratsgundsee
Der Engeratsgundsee ist ein Hochgebirgssee auf 1876 Meter Höhe in den Allgäuer Alpen. Er befindet sich am Osthang des Großen Daumens in den Allgäuschichten der Jurazeit. Oberhalb des Sees beginnen die Deckschichten aus Hauptdolomit.
Der See ist vom Bayerischen Landesamt für Umwelt als bedeutendes Geotop (Geotop-Nummer: 780R004) ausgewiesen.

## Zustieg
Der Normalweg zum See führt über die unbewirtschaftete Käseralpe (1401 m), die vom Giebelhaus, dem Engeratsgundhof oder der Schwarzenberghütte erreicht werden kann. Der direkte Weg von Hinterstein aus dem Ostrachtal über die Möslealpe (1133 m) und das obere Tosenbachtal, vorbei an unterer, mittlerer und oberer Nickenalpe, durch das sogenannte Türle, einen Pass zwischen Hengst und Daumengruppe, wird selten begangen. Der Übergang durch das Koblat zum Edmund-Probst-Haus an der Nebelhornbahn dient oft als Rückweg nach Begehung des Hindelanger Klettersteigs.

## Panoramaansichten

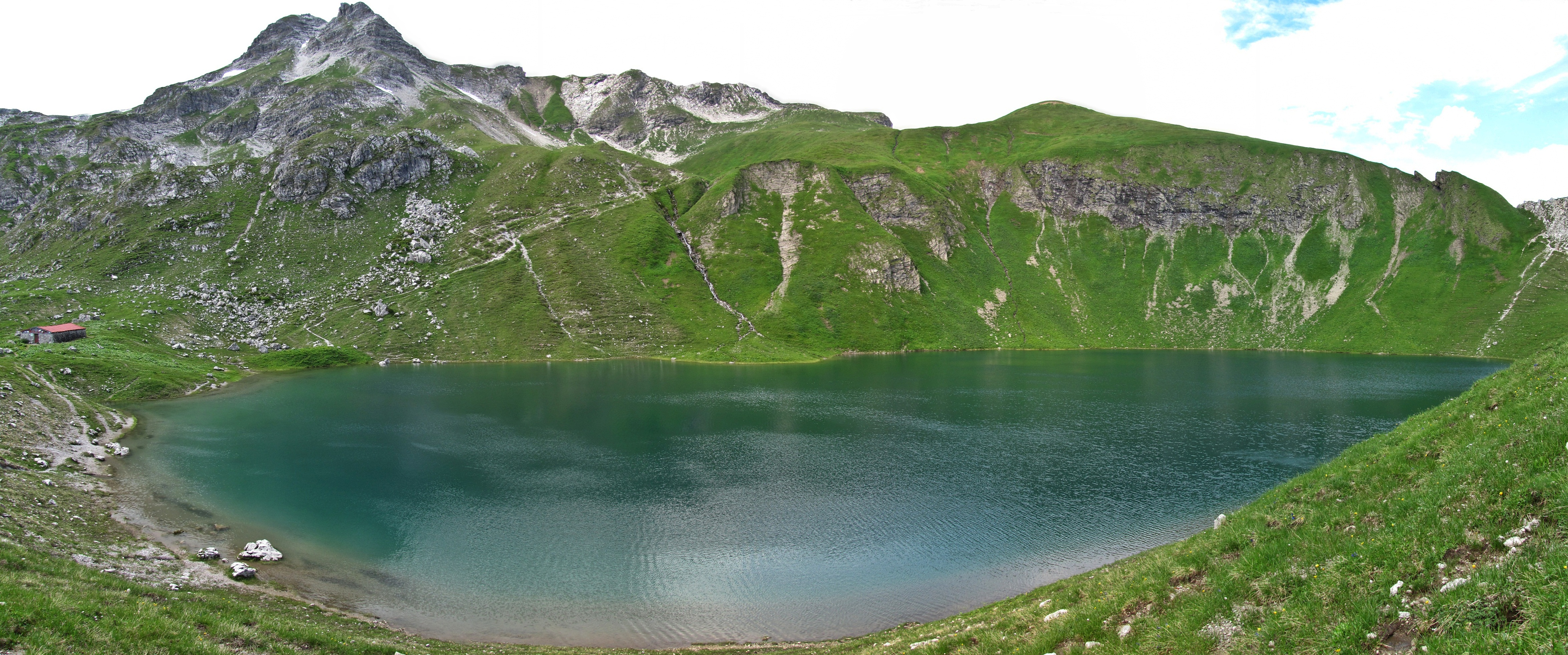
Engeratsgundsee von Osten nach Westen gesehen.

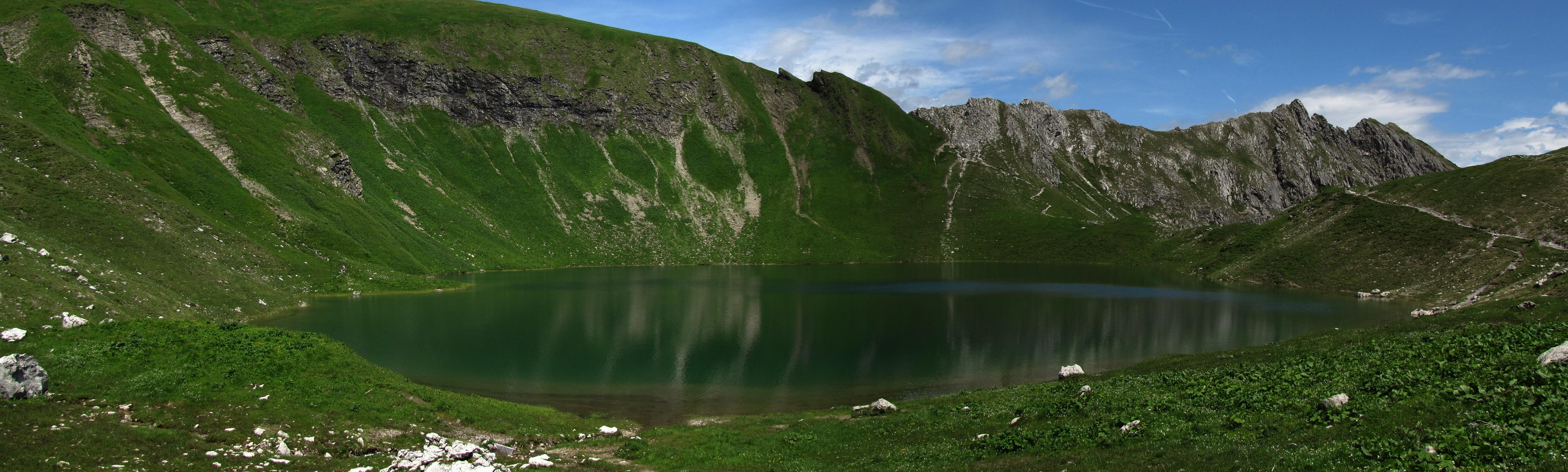
Engeratsgundsee von Südwesten nach Nordosten gesehen.